# Йон Реннінген
Йон Реннінген (норв. Jon Rønningen; нар. 28 листопада 1962, Осло) — норвезький борець греко-римського стилю, чемпіон, срібний та бронзовий призер чемпіонатів світу, чемпіон, срібний та бронзовий призер чемпіонатів Європи, срібний призер Кубку світу, дворазовий чемпіон Олімпійських ігор. У 2009 році включений до Всесвітньої Зали слави Міжнародної федерації об'єднаних стилів боротьби (FILA).

## Життєпис
Виступав за борцівський клуб Kolbotn IL, Колботн та  борцівський клуб Осло. Тренер — Ронні Сігде.
Старший брат дворазового чемпіона Європи з греко-римської боротьби, дворазового призера чемпіонатів світу Ларса Реннінгена.

## Спортивні результати на міжнародних змаганнях

### Виступи на Олімпіадах
| Змагання                    | Збірна   | Вагова категорія                 | Місце  |
| --------------------------- | -------- | -------------------------------- | ------ |
| Літні Олімпійські ігри 1984 | Норвегія | греко-римська боротьба, до 52 кг | 5      |
| Літні Олімпійські ігри 1988 | Норвегія | греко-римська боротьба, до 52 кг | Золото |
| Літні Олімпійські ігри 1992 | Норвегія | греко-римська боротьба, до 52 кг | Золото |
| Літні Олімпійські ігри 1996 | Норвегія | греко-римська боротьба, до 52 кг | 17     |

### Виступи на Чемпіонатах світу
| Змагання                        | Збірна   | Вагова категорія                 | Місце  |
| ------------------------------- | -------- | -------------------------------- | ------ |
| Чемпіонат світу з боротьби 1985 | Норвегія | греко-римська боротьба, до 52 кг | Золото |
| Чемпіонат світу з боротьби 1986 | Норвегія | греко-римська боротьба, до 52 кг | Срібло |
| Чемпіонат світу з боротьби 1987 | Норвегія | греко-римська боротьба, до 52 кг | 7      |
| Чемпіонат світу з боротьби 1989 | Норвегія | греко-римська боротьба, до 52 кг | 7      |
| Чемпіонат світу з боротьби 1991 | Норвегія | греко-римська боротьба, до 52 кг | Бронза |
| Чемпіонат світу з боротьби 1994 | Норвегія | греко-римська боротьба, до 52 кг | 17     |
| Чемпіонат світу з боротьби 1995 | Норвегія | греко-римська боротьба, до 52 кг | 11     |

### Виступи на Чемпіонатах Європи
| Змагання                         | Збірна   | Вагова категорія                 | Місце  |
| -------------------------------- | -------- | -------------------------------- | ------ |
| Чемпіонат Європи з боротьби 1980 | Норвегія | греко-римська боротьба, до 48 кг | 12     |
| Чемпіонат Європи з боротьби 1981 | Норвегія | греко-римська боротьба, до 48 кг | 7      |
| Чемпіонат Європи з боротьби 1984 | Норвегія | греко-римська боротьба, до 52 кг | 7      |
| Чемпіонат Європи з боротьби 1986 | Норвегія | греко-римська боротьба, до 52 кг | Бронза |
| Чемпіонат Європи з боротьби 1988 | Норвегія | греко-римська боротьба, до 52 кг | Срібло |
| Чемпіонат Європи з боротьби 1990 | Норвегія | греко-римська боротьба, до 52 кг | Золото |
| Чемпіонат Європи з боротьби 1992 | Норвегія | греко-римська боротьба, до 52 кг | 9      |
| Чемпіонат Європи з боротьби 1996 | Норвегія | греко-римська боротьба, до 52 кг | 4      |

### Виступи на Кубках світу
| Змагання                    | Збірна   | Вагова категорія                 | Місце  |
| --------------------------- | -------- | -------------------------------- | ------ |
| Кубок світу з боротьби 1987 | Норвегія | греко-римська боротьба, до 52 кг | Срібло |

### Виступи на інших змаганнях
| Змагання                            | Збірна   | Вагова категорія                 | Місце  |
| ----------------------------------- | -------- | -------------------------------- | ------ |
| Північний чемпіонат з боротьби 1979 | Норвегія | греко-римська боротьба, до 48 кг | Срібло |
| Північний чемпіонат з боротьби 1980 | Норвегія | греко-римська боротьба, до 48 кг | Золото |
| Північний чемпіонат з боротьби 1982 | Норвегія | греко-римська боротьба, до 52 кг | Золото |
| Північний чемпіонат з боротьби 1983 | Норвегія | греко-римська боротьба, до 52 кг | Золото |
| Північний чемпіонат з боротьби 1984 | Норвегія | греко-римська боротьба, до 52 кг | Золото |
| Північний чемпіонат з боротьби 1985 | Норвегія | греко-римська боротьба, до 52 кг | Золото |
| Північний чемпіонат з боротьби 1987 | Норвегія | греко-римська боротьба, до 52 кг | Золото |
| Північний чемпіонат з боротьби 1988 | Норвегія | греко-римська боротьба, до 52 кг | Золото |
| Гран-прі Німеччини з боротьби 1989  | Норвегія | греко-римська боротьба, до 57 кг | 9      |
| Золотий Гран-прі з боротьби 1990    | Норвегія | греко-римська боротьба, до 52 кг | Золото |
| Гран-прі Німеччини з боротьби 1990  | Норвегія | греко-римська боротьба, до 52 кг | Золото |
| Золотий Гран-прі з боротьби 1992    | Норвегія | греко-римська боротьба, до 52 кг | Бронза |
| Гран-прі Німеччини з боротьби 1992  | Норвегія | греко-римська боротьба, до 52 кг | Бронза |
| Гран-прі Німеччини з боротьби 1993  | Норвегія | греко-римська боротьба, до 57 кг | Золото |
| Північний чемпіонат з боротьби 1996 | Норвегія | греко-римська боротьба, до 57 кг | Золото |

### Виступи на змаганнях молодших вікових груп
| Змагання                                          | Збірна   | Вагова категорія                 | Місце  |
| ------------------------------------------------- | -------- | -------------------------------- | ------ |
| Північний чемпіонат з боротьби серед юніорів 1979 | Норвегія | греко-римська боротьба, до 48 кг | Срібло |
| Північний чемпіонат з боротьби серед юніорів 1980 | Норвегія | греко-римська боротьба, до 48 кг | Золото |
| Чемпіонат Європи з боротьби серед юніорів 1980    | Норвегія | греко-римська боротьба, до 48 кг | 6      |